# 10482 Dangrieser
10482 Dangrieser eller 1983 RG2 är en asteroid i huvudbältet som upptäcktes den 14 september 1983 av den amerikanske astronomen Edward L.G. Bowell vid Anderson Mesa Station. Den är uppkallad efter Daniel Grieser.